# クリスティアン・テージョ
クリスティアン・テージョ・エレーラ（Cristian Tello Herrera, 1991年8月11日 - ）は、スペイン・カタルーニャ州サバデイ出身のサッカー選手。ポジションはFW。アル・オルーバ所属。元スペイン代表。

## クラブ経歴

### バルセロナ
11歳でFCバルセロナのカンテラに加入してから6年間プレーし、2008年に契約満了となった後にRCDエスパニョールと契約した。2010年にリザーブチームに昇格したが、2010年6月、再びFCバルセロナBへと移籍した。2012年に入り怪我人が増えたトップチームに招集される機会が増え、2012年1月28日のビジャレアルCF戦で公式戦デビュー、2月4日のレアル・ソシエダ戦で初得点を記録した。それからは契約はバルサBのままであるものの、イサーク・クエンカの長期離脱もあり、ほとんどの試合でトップチームに帯同し、多くのスタメン出場や得点を記録している。同年12月に2016年まで契約を延長し、トップチーム選手としての契約を手に入れたものの、バルサBの選手が背負う26番以降の背番号37のままプレーをしていた。2013年8月に2018年6月30日まで契約を延長し、背番号も20に変更となった。2014年1月22日のコパ・デル・レイ、レバンテ戦で初のハットトリックを達成した。
2014-15シーズン、バルセロナでなかなか出場機会に恵まれないためFCポルトにレンタル移籍した。2015-16シーズンに冬の市場でフィオレンティーナにレンタル移籍。2016年8月16日に買取オプション付きのレンタル移籍で、再びフィオレンティーナに加入した。

### ベティス
2017年6月30日、レアル・ベティスに移籍した。移籍金は400万ユーロ、契約期間は5年間で、テージョが将来移籍する場合、移籍金の一部がバルセロナに支払われる。
2022年5月16日、契約満了によりレアル・ベティスを退団することが発表された。

### ロサンゼルスFC
2022年8月26日、ロサンゼルスFCに加入した。契約期間は2022年シーズン終了までで、2年間の延長オプションが付随している。

### サウジアラビア
2023年1月25日、ファティフSCに1年半契約で移籍した。
2024年8月、アル・オルーバに2年契約で移籍した。

## 代表経歴
スペイン代表として2011 FIFA U-20ワールドカップに選出された他、2012年のロンドン五輪にも選出され、グループステージ3試合に出場した。また、2013年のUEFA U-21欧州選手権2013にも出場し、優勝を果たした。
2013年8月14日、エクアドル代表との親善試合にてスペインA代表初キャップを刻んだ。

## タイトル

### クラブ
FCバルセロナ
- プリメーラ・ディビシオン : 1回 (2012-13)
- コパ・デル・レイ : 1回 (2011-12)
- スーペルコパ・デ・エスパーニャ : 1回 (2013)

レアル・ベティス
- コパ・デル・レイ : 1回 (2021-22)

ロサンゼルスFC
- MLSカップ : 1回 (2022)
- サポーターズ・シールド : 1回 (2022)

### 代表
U-21スペイン代表
- UEFA U-21欧州選手権 : 1回 (2013)

### 個人
- プリメイラ・リーガ月間MVP : 1回 (2015年3月)